# کراسنویارسک

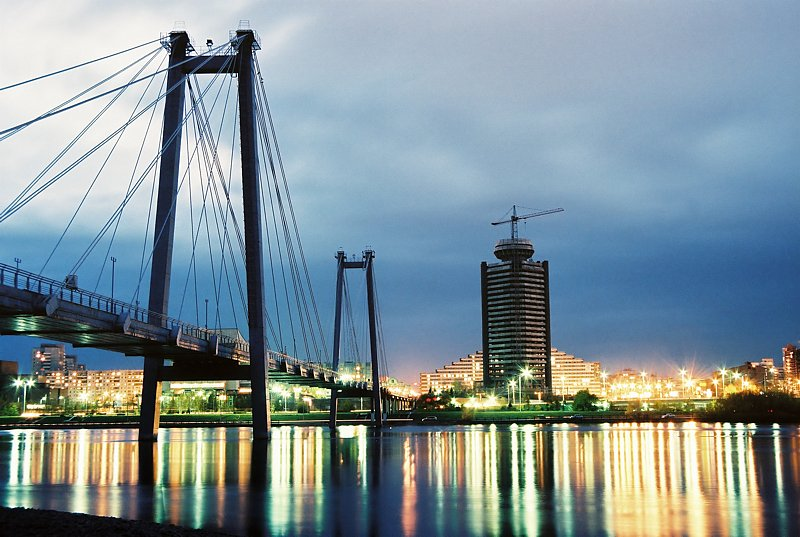
چشم‌انداز کراسنویارسک از رود ینی‌سئی.

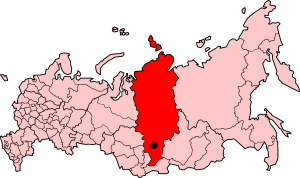
محل شهر کراسنویارسک در سرزمین کراسنویارسک در روسیه.

کراسنویارسک (به روسی: Красноя́рск) نام شهری است که در ایالت سیبری روسیه واقع شده است و مرکز اداری سرزمین کراسنویارسک به حساب می‌آید.
شهر کراسنویارسک در کنار رود ینی‌سئی واقع شده و با جمعیت ۱,۱۰۳,۰۰۰ (برآورد ۲۰۲۲) سومین شهر بزرگ سیبری به‌شمار می‌رود. این شهر از ایستگاه‌های مهم در مسیر راه‌آهن سراسری سیبری و بزرگ‌ترین تولیدکننده آلومینیوم در روسیه است.

## تاریخچه
این شهر در ژوئیه ۱۶۲۸ به عنوان یک دژ بنیاد شد. لشکری که از سوی یک کازاک روس آندری دوبنسکوی رهبری می‌شد برای جلوگیری از حمله تاتارها در این محل که پیوندگاه دو رود کاچا و ینی‌سئی است دژی دفاعی ساخت. روس‌ها این دژ را کراسنی‌یار نامیدند که ترجمه‌ای از نام محلی آن به زبان یارین (از گویش‌های خاکاس) یعنی قیزیل چار (پرتگاه سرخ) است. زمانی که روستای کراسنی‌یار تبدیل به شهر شد نام آن نیز به کراسنویارسک دگرگون شد.
پیشرفت پرسرعت شهر نخست در میان سال‌های ۱۷۳۵ تا ۱۷۴۱ و با برپایی مسیر پستی مسکو حاصل شد. این مسیر پستی، کراسنویارسک را با شهرهای همسایه یعنی آچینک و کانسک و با بقیه روسیه پیوند داد. در دوره‌های بعد یافته شدن طلا در منطقه و ساخت راه‌آهن سراسری سیبری باعث رونق بیشتر کراسنویارسک شد.
کراسنویارسک در سال ۱۸۲۲ تبدیل به شهر شد و در سدهٔ نوزده میلادی مرکز کازاکهای سیبری گشت.
در پایان سدهٔ نوزده این شهر دارای چند کارخانه و کارگاه راه‌آهن بود. این شهر هم‌چنین به عنوان تبعیدگاه مخالفان حکومت تزار استفاده می‌شد و برای نمونه پس از شورش ناکام هشت دسامبر، این شورشیان دستگیر شده و به کراسنویارسک تبعید شدند.
بیشتر بخش صنعتی شهر پس از انقلاب ۱۹۱۷ روسیه و در چارچوب یک برنامه پنج‌ساله گسترش یافت. در سال ۱۹۳۴ در تقسیمات اداری، سرزمین کراسنویارسک تأسیس و شهر کراسنویارسک مرکز آن اعلام شد. در روزگار استالین شهر کراسنویارسک یک مرکز مهم گولاگ (تبعید) شد و کراسلاگ بزرگ‌ترین اردوگاه تنبیهی آن به‌شمار می‌آمد.
در زمان جنگ جهانی دوم شمار زیادی از کارخانه‌ها از غرب روسیه به کراسنویارسک منتقل شدند تا از دست آلمان نازی در امان باشند. این امر باعث پیشرفت اقتصادی شهر شد و پس از جنگ تأسیس کارخانه بزرگ آلومینیوم مایه پیشرفت بیشتر شهر شد.

## مردم
اکثریت جمعیت کراسنویارسک روس هستند. اقلیت‌های دیگر ساکن شهر عبارت است از اوکراینی‌ها، تاتارها، آلمانی‌تبارها و بلاروسی‌ها. در دورهٔ اخیر شمار مهاجران جویای کار تاجیک، ازبک‌ها و دیگر مردان آسیای میانه و قفقاز به این شهر رشد چشمگیری داشته‌است.
گروه دیگر از مهاجران پرشمار به شهر، چینی‌ها هستند که بیشتر در بخش‌های تجاری پردرآمد مشغول به‌کارند. در این شهر یک بازار چینی بزرگ به نام سودروژستوو (همیاری) و یک شهرک تجاری چینی به نام کیتای گورود (شهر چینی‌ها) وجود دارد.

## شهرهای خواهر
شهرهای خواهر کراسنویارسک عبارتند از:
- کرمونا، ایتالیا.
- هاربین، چین.
- هایهه، چین.[۱]